# جاكوب أبوت
جاكوب أبوت (بالإنجليزية: Jacob Abbott)‏ هو كاتب للأطفال وكاتب أمريكي، ولد في 14 نوفمبر 1803 في هلوويل في الولايات المتحدة، وتوفي في 31 أكتوبر 1879 في Farmington, Maine ‏ في الولايات المتحدة.

## وصلات خارجية
- جاكوب أبوت على موقع الموسوعة البريطانية (الإنجليزية)
- جاكوب أبوت على موقع إن إن دي بي (الإنجليزية)